# 金石深空聯絡設施
金石深空聯絡設施（GDSCC，Goldstone Deep Space Communications Complex）通常被稱為金石天文台，是位於美國加利福尼亞州歐文堡的衛星地面站。該天文台由美國國家航空暨太空總署的噴射推進實驗室（JPL）操作，其主要目的是跟踪行星際太空任務並與之通信。它得名於加利福尼亞州金石（Goldstone）附近，一個金礦的鬼城。
這個站是NASA太空通信和導航（SCaN）計畫的深空網絡（DSN）的三個衛星通信站之一，其任務是提供重要的雙向通信連結，跟踪和控制星際太空船，並接收他們收集的影像和科學資訊。其他兩個是西班牙的馬德里深空聯絡設施和澳大利亞的坎培拉深空聯略設施。這三個站各相距約120°的經度，因此當地球自轉時，任何時間至少都有一個衛星站能與太空船保持聯繫。
該建築群包括先鋒深空站（又名DSS 11），它是美國的國家歷史名勝之一。  

## 天線
五個大型碟形抛物面天線於金石通訊基地，用來處理工作，因為在任何給定時間，DSN都負責與多達30個太空載具保持通信。天線的功能類似於家用衛星天線。然而，由於與它們通信的太空載具比家用衛星天線使用的通信衛星遠得多，因此接收到的訊號要弱得多，需要更大口徑的天線來收集足够的無線電能量，使其易於理解。最大的天線是直徑70米（230英尺）的卡塞格林天線，用於與前往外行星的太空任務進行通信，例如「航海家號」太空船，它距離地球遠在215億公里外，是距離地球最遠的人造物體。用於與太空載具通信的無線電頻率是無線電頻譜的微波部分：S波段（2.29–2.30GHz）、X波段（8.40–8.50 GHz）和Ka波段（31.8–32.3 GHz）。除了接收來自太空載具的無線電訊號（下行連結訊號）外，天線還由速調管管提供動力，以高功率電波發射機（80kW）向太空載具發送命令（上行連結訊號）。
該站設計的一個主要目標是減少自然和人為無線電雜訊對微弱的下行鏈路無線電信號的干擾。之所以選擇偏遠的莫哈韋沙漠，是因為這裡遠離機動車輛等人造無線電雜訊源。碟形天線上的无线电接收机的射頻前端使用由液氦冷卻至4.5K的合成紅寶石棒組成的紅寶石邁射，以最大限度地减少電子設備引入的雜訊。
當不需要與太空載具通信時，金石天線被用作天文研究的齡敏的電波望遠鏡，如測繪類星體和其它天體無線電源；雷達測繪行星、月球、彗星和小行星；發現有可能撞擊地球的彗星和小行星；以及通過使用大孔徑無線電天線在月球上尋找超高能微中子相互作用。
| 金石深空聯絡設施的天線     | 金石深空聯絡設施的天線 | 金石深空聯絡設施的天線                        |
| 名稱                       | 孔徑                   | 描述                                          |
| -------------------------- | ---------------------- | --------------------------------------------- |
| DSS 12: 「回音」           | 34m                    | 2012年退役.                                   |
| DSS 13: 「金星」           | 34m                    | 孔徑〜910米2的波束波導天線（BWG）經緯儀反射器 |
| DSS 14: 「火星」           | 70m                    | 孔徑〜3850 m2的卡塞格林經緯儀反射器           |
| DSS 15: 「天王星」         | 34m                    | 「高效率」經緯儀反射器                        |
| DSS 24, 25, 26: 「阿波羅」 | 34m                    | 經緯儀的BWG反射器                             |
| DSS 27, 28: 「雙子星」     | 34m                    | 「高速度」的BMG反射經緯儀                     |

## 歷史
金石深空聯絡設施是由噴射推進實驗室於1958年創建的，用於支持深空探測的先鋒計畫太空船。它的位置由兩個標準決定：需要一個碗形的環境，並且需要遠離地面的電磁干擾。位於莫哈韋沙漠的歐文堡，是符合標準的場地。第一架電波望遠鏡，DSS 11或先鋒深空站，由美國陸軍建造，並在建造完成後由美國國家航空暨太空總署接管。它是一個 26-（85-英尺）拋物面的卡塞格林天線，能夠接收 1至3GHz 的信號。它於1981年退役，後來的望遠鏡在技術上繞過了它。因其在深空探索中的先鋒作用，它於1985年而被公認為國家歷史名勝。

## 「金石有鳥」
人們普遍認為，第一顆美國衛星探險者1號是通過使用「金石有鳥」這句話而被證實在軌道上的。然而，金石深空聯絡設施在探險者1號出現時還沒有投入使用，就像許多經常重複的引用一樣，這是不正確的。其他人則聲稱，實際的短語是「黃金擁有它！」，錯誤地將 加利福尼亞州朱利安以東的地震谷臨時跟蹤站識別為「金石站」。事實上，金石站位於佛羅里達州的空軍飛彈試驗中心，地震谷的臨時跟踪站是紅站。實際上，探險者1號訊號的探測可能是在聖地牙哥附近的美國海軍設在布朗機場的迷你軌道站進行的。這個接收站後來被移到了金石，解釋了這個錯誤的緣由。

## 設施的導覽
金石深空聯絡設施已暫停公眾參觀。然而，有一個遊客中心位於加利福尼亞州巴斯托市北第一大道681號哈威塔樓，郵遞區號92311。營業時間為週一、週三和週五上午9點至下午3點。遊客中心不收取入場費，也無需預訂。

## 在流行文化中
70米孔徑的碟形天線也被稱為火星或DSS14，出自1968年電影「冰站斑馬」的開場序列中。
金石深空聯絡設施在1978年的電視劇「不可思議的綠巨人（電視劇）」劇集「普羅米修斯」的第 1 部分中佔有顯著的地位。
根據導演的評論，「一個男孩和他的狗 (1975年電影)」使用該設施作為電影「Down Under」世界的工業外觀入口序列（並非沒有困難：攝製組很難獲准進入）。

## 外部連結
- Goldstone Deep Space Communications Complex Website （页面存档备份，存于）
- JPL's Deep Space Network Now （页面存档备份，存于）
- JPL: Images of the Deep Space Network Goldstone, California 的存檔，存档日期2012-07-16.
- Historic 'Mars antenna' in Mojave Desert undergoing repairs (Los Angeles Times, October 3, 2010) （页面存档备份，存于）

Template:Jet Propulsion Laboratory
Template:National Register of Historic Places